# Aubrey Fitch
Aubrey Fitch (né le 11 juin 1883 décédé le 22 mai 1978) était un aviateur naval puis amiral de l'United States Navy pendant la Seconde Guerre mondiale.
Il fit ses études à l'Académie navale d'Annapolis avant de s'enrôler dans l'United States Navy en 1908 en tant qu'enseigne.
Il commanda le porte-avions USS Lexington et son groupe, la Task force 11, dans la Mer de Corail en Mai 1942. Il vit son navire sombrer à la suite de la célèbre bataille qui se déroula dans ces eaux en début de ce mois.
La frégate USS Aubrey Fitch (FFG-34) est nommée en son honneur.

## Récompenses et distinctions
- Navy Distinguished Service Medal
- Distinguished Flying Cross
- Legion of Merit